# Le Trac
Pour les articles homonymes, voir Trac.
Albums de Bigflo et Oli
La Cour des grands
(2015)
Le Trac est le premier EP du duo de rap français Bigflo et Oli, sorti le 21 avril 2014 sous le label Polydor.

## Fiche technique
| No | Titre                  | Durée |
| -- | ---------------------- | ----- |
| 1. | Atlantis               | 04:45 |
| 2. | Gangsta                | 03:40 |
| 3. | Quand même             | 03:37 |
| 4. | Jeunesse influençable  | 05:02 |
| 5. | Monsieur tout le monde | 04:34 |